# سكوت كولي
سكوت كولي (بالإنجليزية: Scott Colley)‏ هو ملحن أمريكي، ولد في 24 نوفمبر 1963 في لوس أنجلوس في الولايات المتحدة.

## وصلات خارجية
- الموقع الرسمي
- سكوت كولي على موقع ميوزك برينز (الإنجليزية)
- سكوت كولي على موقع أول ميوزيك (الإنجليزية)
- سكوت كولي على موقع ديسكوغز (الإنجليزية)